# Juan Ignacio Chela
Juan Ignacio Chela (* 30. August 1979 in Buenos Aires) ist ein ehemaliger argentinischer Tennisspieler und derzeitiger -trainer.

## Karriere
Chela gewann in seiner Karriere sechs ATP-Turniere: 2000 in Mexiko-Stadt, 2002 in Amersfoort, 2004 in Estoril, 2007 in Acapulco, 2010 Bukarest und Houston. All diese Turniersiege feierte er auf Sand. Im Doppel konnte er insgesamt drei Turniere gewinnen und erreichte zudem 2010 in Wimbledon das Halbfinale.
Seine erfolgreichsten Auftritte bei Grand-Slam-Turnieren waren jeweils das Erreichen des Viertelfinales der French Open 2004 und 2011 sowie der US Open 2007. Seine beste Klassifizierung im Einzel war am 9. August 2004 als Nummer 15.
Im Jahr 2000 war Juan Ignacio Chela positiv auf das Dopingmittel Methyltestosteron getestet worden, weshalb er 2001 für drei Monate gesperrt und in der Weltrangliste zurückgestuft wurde. Der damals 21-jährige gab allerdings an, das Mittel unwissentlich zu sich genommen zu haben.
Am 3. Dezember 2012 verkündete er sein Karriereende.
Chela ist 2019 als Trainer von Diego Schwartzman tätig.

## Erfolge
| Legende (Anzahl der Siege)  |
| Grand Slam                  |
| ATP World Tour Finals       |
| ATP World Tour Masters 1000 |
| ATP World Tour 500          |
| ATP World Tour 250 (9)      |
| ATP Challenger Tour (9)     |

### Einzel

#### Turniersiege

##### ATP World Tour
| Nr. | Datum              | Turnier          | Belag | Finalgegner    | Ergebnis      |
| --- | ------------------ | ---------------- | ----- | -------------- | ------------- |
| 1.  | Februar 2000       | Mexiko-Stadt (1) | Sand  | Mariano Puerta | 6:4, 7:6      |
| 2.  | Juli 2002          | Amersfoort       | Sand  | Albert Costa   | 6:1, 7:6      |
| 3.  | April 2004         | Estoril          | Sand  | Marat Safin    | 6:7, 6:3, 6:3 |
| 4.  | Februar 2007       | Acapulco (2)     | Sand  | Carlos Moyá    | 6:3, 7:6      |
| 5.  | April 2010         | Houston          | Sand  | Sam Querrey    | 5:7, 6:4, 6:3 |
| 6.  | 26. September 2010 | Bukarest         | Sand  | Pablo Andújar  | 7:5, 6:1      |

##### ATP Challenger Tour
| Nr. | Datum              | Turnier        | Belag     | Finalgegner      | Ergebnis       |
| --- | ------------------ | -------------- | --------- | ---------------- | -------------- |
| 1.  | 14. März 1999      | Salinas        | Hartplatz | Hernán Gumy      | 6:4, 7:6       |
| 2.  | 24. Oktober 1999   | Lima           | Sand      | Jiří Vaněk       | 6:2, 7:5       |
| 3.  | 29. Juli 2001      | Budaörs        | Sand      | Werner Eschauer  | 7:5, 6:1       |
| 4.  | 5. August 2001     | Segovia        | Hartplatz | Oleg Ogorodov    | 6:2, 6:3       |
| 5.  | 26. August 2001    | Ribeirão Preto | Sand      | Pavel Šnobel     | 6:3, 6:2       |
| 6.  | 2. September 2001  | Campinas       | Sand      | Diego Moyano     | 6:3, 6:3       |
| 7.  | 23. September 2001 | Stettin        | Sand      | Nicolas Coutelot | 6:1, 6:3       |
| 8.  | 14. Oktober 2001   | Lima           | Sand      | Marcos Daniel    | 6:2, 1:0 aufg. |
| 9.  | 8. November 2009   | Medellín       | Sand      | João Souza       | 6:4, 4:6, 6:4  |

### Doppel

#### Turniersiege
| Nr. | Datum              | Turnier      | Belag | Partner       | Finalgegner                        | Ergebnis          |
| --- | ------------------ | ------------ | ----- | ------------- | ---------------------------------- | ----------------- |
| 1.  | Februar 2004       | Viña del Mar | Sand  | Gastón Gaudio | Nicolás Lapentti Martín Rodríguez  | 7:62, 7:63        |
| 2.  | April 2004         | Estoril      | Sand  | Gastón Gaudio | František Čermák Leoš Friedl       | 6:2, 6:1          |
| 3.  | 25. September 2010 | Bukarest     | Sand  | Łukasz Kubot  | Marcel Granollers Santiago Ventura | 6:2, 5:7, [13:11] |

## Bilanz bei Grand-Slam-Turnieren
| Turnier         | 2012 | 2011 | 2010 | 2007 | 2006 | 2005 | 2004 | 2003 | 2002 | 2001 | 2000 |
| --------------- | ---- | ---- | ---- | ---- | ---- | ---- | ---- | ---- | ---- | ---- | ---- |
| Australian Open | 3    | 1    | 1    | 3    | 4    | 3    | 2    | 2    | 2    | 3    | -    |
| French Open     | -    | VF   | 2    | 2    | 1    | 2    | VF   | 3    | 1    | -    | 2    |
| Wimbledon       | -    | 2    | 1    | 2    | 1    | -    | 2    | 2    | 1    | -    | 1    |
| US Open         | -    | 3    | 2    | VF   | 1    | 1    | 1    | 3    | 4    | -    | 1    |

VF = Viertelfinale,
HF = Halbfinale,
F = Finale,
S = Sieg,
Ziffer = Vorrunde